# Heoclisis ramosa
Heoclisis ramosa is een insect uit de familie van de mierenleeuwen (Myrmeleontidae), die tot de orde netvleugeligen (Neuroptera) behoort. 
Heoclisis ramosa is voor het eerst wetenschappelijk beschreven door New in 1985.